# Alucita ancalopa
Alucita ancalopa är en fjärilsart som beskrevs av Edward Meyrick 1922. Alucita ancalopa ingår i släktet Alucita och familjen mångfliksmott, (Alucitidae). Inga underarter finns listade i Catalogue of Life.